# Triraphis compacta
Triraphis compacta är en gräsart som beskrevs av Thomas Arthur Cope. Triraphis compacta ingår i släktet Triraphis och familjen gräs. Inga underarter finns listade i Catalogue of Life.